# Tássia Reis
Tássia dos Reis Santos, mais conhecida pelo seu nome artístico Tássia Reis (Jacareí, 16 de agosto de 1989), é uma cantora e compositora brasileira.
Uma das primeiras rappers mulheres da nova música brasileira, Reis iniciou a carreira com o EP "Tássia Reis" em 2014. Em seguida, veio o álbum de estreia "Outra Esfera" em 2016. Com os dois materiais lançados, vieram os sucessos nacionais "No Seu Radinho" e "Se Avexe Não". 
Em 2019, apoiada pelo programa Natura Musical lançou seu o álbum, Próspera. O álbum foi aclamado pela crítica especializada e considerado um dos melhores discos do ano pela APCA.
Os principais temas de suas músicas são a vida, o auto conhecimento, o amor e a quebra de padrões.

## Biografia e carreira
Tássia dos Reis Santos ou simplesmente Tássia Reis, como é conhecida, é natural de Jacareí, interior de São Paulo. Filha de assíduos frequentadores dos famosos Bailes Black's que lotavam o bairro do Palmeiras em São Paulo nas décadas de 70 e 80, despertava logo na infância um gosto fino e requintado por música e pela dança.
Sua história se inicia na dança aos 14 anos de idade em um projeto social de sua cidade. Tempo depois formou seu próprio grupo com alguns colegas onde juntos frequentavam eventos de Hip Hop. O grupo durou apenas dois anos, mas serviu de experiência para os futuros desafios que surgiriam no decorrer de sua trajetória artística.
Em 2009, começou a compor e três anos depois começou a subir nos palcos. Nessa época, realizou parcerias com Rashid, AXL, Mental Abstrato e Marcelo D2. Sua primeira aparição oficial foi logo na participação do trabalho do rapper AXL no álbum "Quando é Preciso Voltar" na qual participou dos refrões de três faixas: "Flor Laranja", "Vou te controlar" e "Pretensão", essa com participação do também rapper Xará em 2011. 
Aos 20 anos, mudou-se para a capital e colocou em estúdio a canção “Meu Rapjazz”. Lançada na internet, com aceitação imediata, música ganhou um videoclipe próprio, concentrando um alto número de visualizações. Esteve presente ao lado de seus amigos Mente Sã e Kibão no single Sonhos e Sombras lançado em 2013.

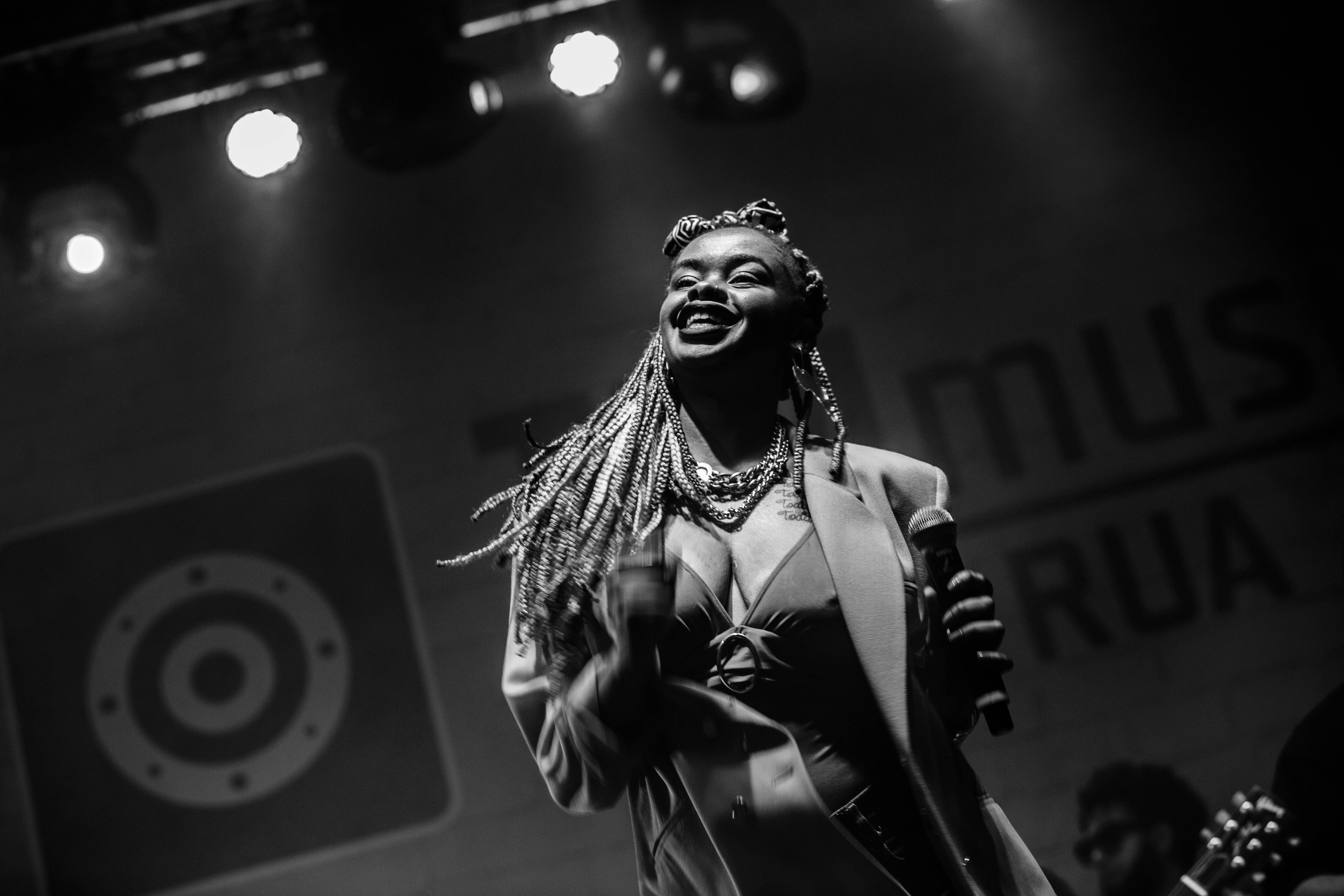
Tássia Reis em 2015.

Em 2014, estreou seu primeiro EP, intitulado “Tássia Reis”. Mixado e masterizado por Tuchê, trabalho traz participações de Tiago MAC e Sã. O EP reúne sucessos como “No Seu Radinho” e “Good Trip” consolidando a cantora no cenário nacional. Antes de apresentar um novo trabalho ao público, a artista, ao lado de Liniker e As Bahias e A Cozinha Mineira, formou o projeto “Salada das Frutas”. Juntas, saíram em uma breve turnê pelo Brasil.
No término de 2016, o segundo disco , “Outra Esfera”, chegou ao mercado fonográfico. Gravado no Estúdio Flapc4, no Centro de São Paulo, material foi produzido por Dia, masterizado e mixado por Luis Lopes. Composto por sete faixas, álbum estampou listas de “Melhores do Ano” de diversos veículos. Entre eles, Rolling Stone, Billboard, UOL e portal RedBull.
Tássia integra também o coletivo feminino “Rimas & Melodias”, com as rappers Alt Niss, Drik Barbosa, Karol de Souza, Mayra Maldjian, Stefanie e Tatiana Bispo.
Em 2019, apoiada pelo programa Natura Musical lançou seu o álbum, Próspera. O álbum foi aclamado pela crítica especializada e considerado um dos melhores discos do ano pela APCA. Visitou diversas cidades brasileiras promovendo o álbum com a turnê Próspera Tour, que acabou sendo interrompida por conta da Pandemia de COVID-19. Em 2021 lançou a versão deluxe do álbum intitulado; “Próspera D+” com remixes e faixas inéditas.

## Discografia

### Álbuns de estúdio
| Título      | Detalhes do álbum                                                                                       |
| ----------- | --- |

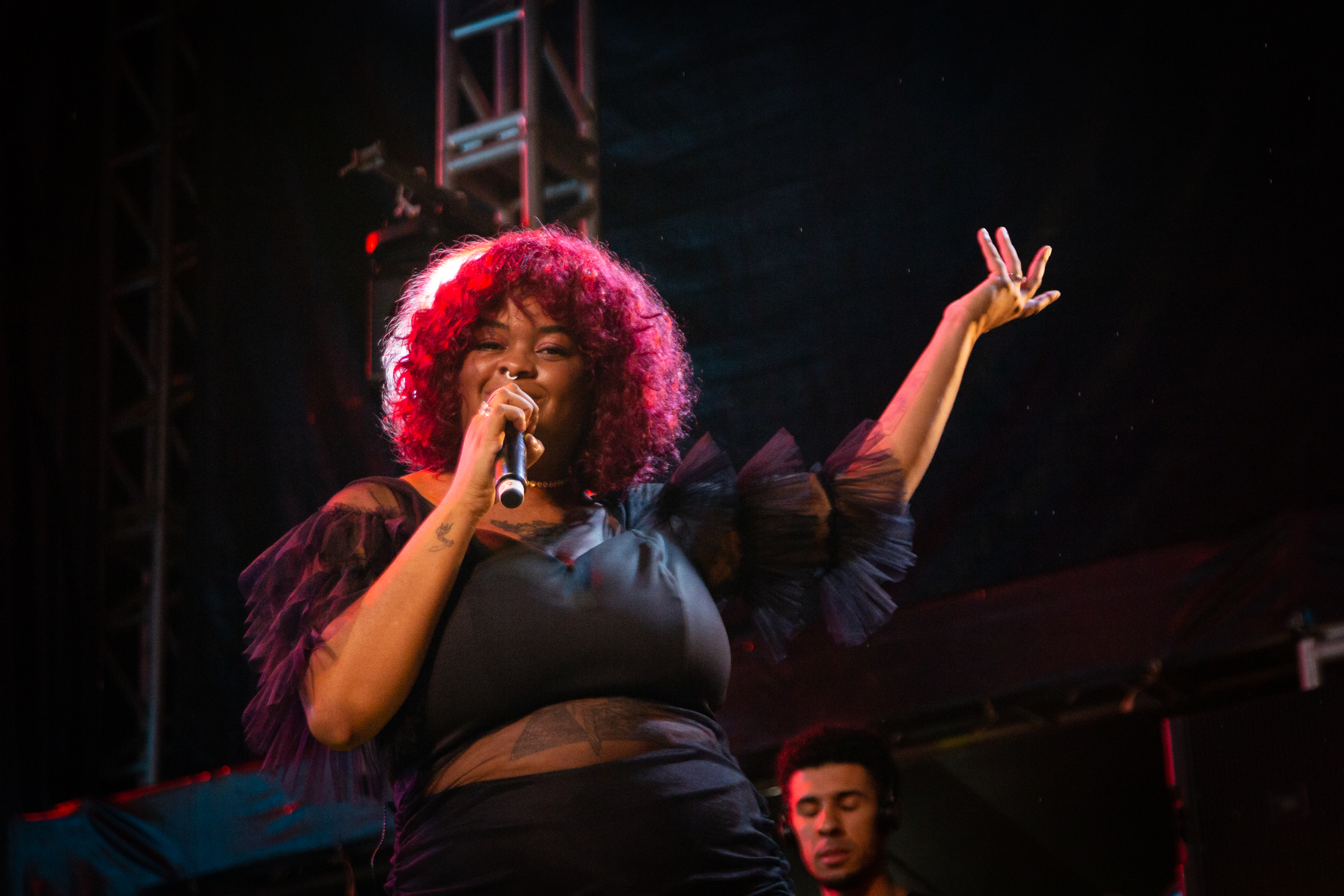
Reis ao vivo na Virada Cultural Paulista de 2022

| Próspera    | - Lançamento: 21 de Junho de 2019 - Formato(s): CD, LP, Download digital - Gravadora(s): Independente   |
| Próspera D+ | - Lançamento: 1 de Julho de 2021 - Formato(s): streaming, Download digital - Gravadora(s): Independente |

### Extended plays(EPs)
| Título       | Detalhes do álbum                                                                                           |
| ------------ | --- |
| Tássia Reis  | - Lançamento: 18 de Setembro de 2014 - Formato(s): CD, LP, Download digital - Gravadora(s): Independente    |
| Outra Esfera | - Lançamento: 9 de Setembro de 2016 - Formato(s): CD, LP, CS, Download digital - Gravadora(s): Independente |

###### ComRimas & Melodias
| Título           | Detalhes do álbum                                                                                           |
| ---------------- | --- |
| Rimas & Melodias | - Lançamento: 15 de Setembro de 2017 - Formato(s): streaming, Download digital - Gravadora(s): Independente |

## Turnês
- Próspera Tour (2019-2020).[16]